# بخش ایسوار
بخش ایسوار (به فرانسوی: Arrondissement d'Issoire) یک بخش در فرانسه است که در پوی-دو-دم واقع شده‌است.